# Laure Savasta
Laure Savasta (Marsiglia, 18 marzo 1974) è un'ex cestista e allenatrice di pallacanestro francese, professionista nella WNBA.

## Carriera
Con la Francia ha disputato i Giochi olimpici di Sydney 2000, i Campionati mondiali del 2002 e i Campionati europei del 2001.